# Wavves
Wavves je americká rocková hudební skupina založená v roce 2008. Původně šlo o projekt zpěváka a kytaristy Nathana Williamse, k němuž se později přidali další hudebníci. První album vyšlo v roce 2008 a následovalo několik dalších. Roku 2013 byla píseň této kapely „Nine Is God“ použita ve videohře Grand Theft Auto V. V roce 2015 skupina přispěla písní „Leave“ na album Welcome to Los Santos. Téhož roku skupina vydala nahrávku No Life for Me, což je kolaborativní album nahrané se skupinou Cloud Nothings.

## Diskografie
- Wavves (2008)
- Wavvves (2009)
- King of the Beach (2010)
- Afraid of Heights (2013)
- V (2015)
- You're Welcome (2017)
- Hideaway (2021)